# Ròcadun
Ròcadun (en francès Roquedur) és un municipi francès situat al departament del Gard i a la regió d'Occitània.